# Saint-Godefroi
Pour les articles homonymes, voir Godefroi.
Saint-Godefroi est une municipalité de canton dans Bonaventure, en Gaspésie–Îles-de-la-Madeleine, au Québec (Canada).

## Toponymie
Lors de son incorporation en 1913, la municipalité est appelée Saint-Godefroy.
Elle est nommée en l'honneur de Geoffroy d'Amiens et de l'abbé Charles-Godefroi Fournier.

## Histoire
Saint-Godefroi a été constituée en 1913 par détachement de la municipalité de canton de Hope.
|  |

## Géographie
Le territoire de Saint-Godefroi, de forme rectangulaire, est entre Hope à l'ouest et Shigawake à l'est, à 12 km de Paspébiac.
La Rivière de Saint-Godefroi traverse le territoire de la municipalité du nord-est au sud-ouest et la Petite rivière Port-Daniel en touche la limite nord-est.

## Démographie

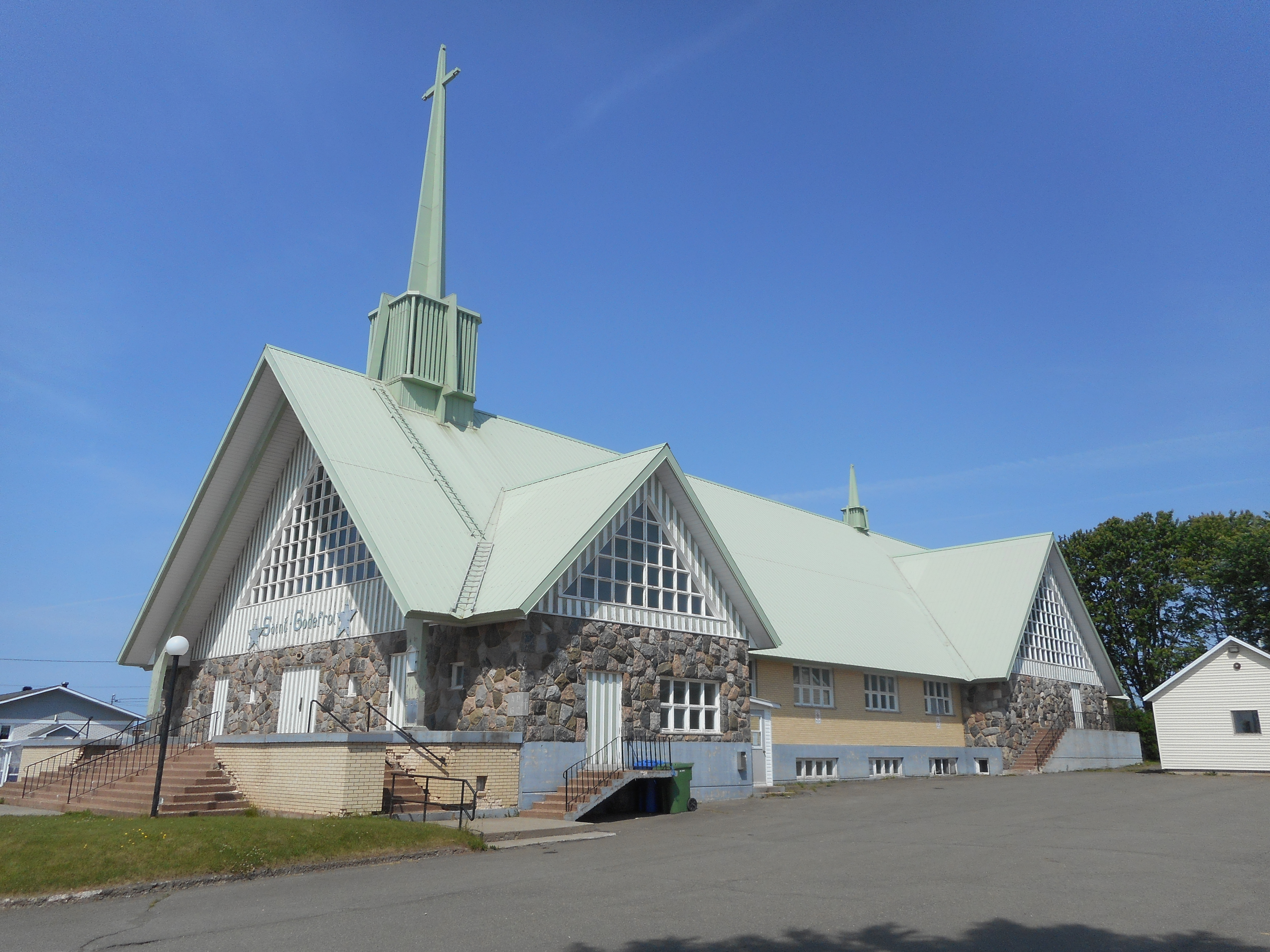
Église de Saint-Godefroi

| 1991 | 1996 | 2001 | 2006 | 2011 | 2016 | 2021 |
| ---- | ---- | ---- | ---- | ---- | ---- | ---- |
| 565  | 488  | 373  | 370  | 405  | 380  | 350  |

## Administration
Les élections municipales se font en bloc pour le maire et les six conseillers.
| Saint-Godefroi Maires depuis 2001                                                                                    |                      |                     |          |
| Élection | Maire                | Qualité             | Résultat |
| 2001 | Réginald Joseph      |                     | Voir     |
| 2005 | Gérard-Raymond Blais |                     | Voir     |
| 2009 | Gérard-Raymond Blais | Voir                |          |
| 2013 | Gérard-Raymond Blais | Voir                |          |
| 2017 | Grenade Grenier      |                     | Voir     |
| 2021 | Grenade Grenier      | Voir                |          |
| fév. 2022 | Laurette Grenier     | Mairesse suppléante | Voir     |
| mai 2022 | Gérard Litalien      |                     | Voir     |
| Élection partielle en italique Depuis 2005, les élections sont simultanées dans toutes les municipalités québécoises |                      |                     |          |